# حملات ۲۰۲۰ وین
حملات ۲۰۲۰ وین مجموعه‌ای از حملات تروریستی بود که در ۲ نوامبر ۲۰۲۰ در وین، اتریش رخ داد. یک فرد مسلح تنها در مرکز تاریخی شهر با تفنگ آتش گشود. در این حمله چهار غیرنظامی کشته و ۲۳ نفر دیگر زخمی شدند که هفت نفر به شدت شامل یک افسر پلیس بودند. مهاجم توسط پلیس کشته شد. وی به عنوان هوادار داعش شناخته شد. مقامات گفتند که این حمله یک حادثه تروریسم اسلامی بود.

## حمله
این حمله در تاریخ ۲ نوامبر ۲۰۲۰ حدود ساعت ۲۰:۰۰ به وقت محلی در خیابان شودنپلاتز، وین، اتریش آغاز شد، و یک مرد با تفنگ شروع به تیراندازی کرد.وی همچنین به تفنگ دستی و قداره (نوعی ساطور) مسلح شده بود.
در ابتدا، توسط پلیس و مقامات گزارش شد که چندین فرد به شدت مسلح با تفنگ آتش گشودند و یکی از افراد مسلح کمربند انفجاری ساختگی به دست داشت. بعداً تأیید شد که فقط یک نفر تیرانداز وجود در صحنه بود که کمربند انفجاری تقلبی نیز به همراه داشت. گزارش‌های اولیه نشان می‌داد که کنیسه اصلی وین، در نزدیکی خیابان Stadttempel، می‌تواند هدف حمله باشد.اسکار دویچ، رئیس جامعه یهودیان وین گفت که در زمان تیراندازی این مکان بسته شده بود. یک نگهبان در خارج از محوطه کنیسه به شدت مجروح شد. عامل جنایت به شش مکان دیگر در منطقه حمله کرد و عمدتاً به سمت رهگذران و افراد در رستوران‌ها تیراندازی کرد.
یک گزارش حاکی از تیراندازی مهاجمی به سمت افرادی بود که بیرون کافه‌ها و بارها در Judengasse و Seitenstettengasse در مرکز وین نشسته بودند. تیراندازی چهار ساعت قبل از شروع قرنطینه در نیمه شب در سراسر کشور انجام شد، و قرار بود محدودیت‌های جدید از جمله منع رفت‌وآمد از نیمه شب تا ۰۶:۰۰ به وقت محلی آغاز شود.

## قربانیان
| ملیت            | کشته‌شدگان | زخمی |
| --------------- | --------- | ---- |
| اتریش           | ۳         | ۱۳   |
| آلمان           | ۱         | ۴    |
| اسلواکی         | -         | ۲    |
| افغانستان       | -         | ۱    |
| بوسنی و هرزگوین | -         | ۱    |
| چین             | -         | ۱    |
| لوکزامبورگ      | -         | ۱    |
| جمع             | ۴         | ۲۳   |

سه غیرنظامی کشته شدند. حداقل ۱۵ نفر زخمی شدند که دست کم هفت نفر از آنها به شدت زخمی شدند از جمله یک پلیس به شدت مجروح در خارج از کنیسه.
دو مرد و دو زن، از ۲۱ تا ۴۴ سال، در این حمله کشته شدند. آنها به عنوان اتریشی شناخته شدند، یک آلمانی، یک چینی-اتریشی، و یک مسلمان مقدونیه شمالی نیز در بین کشته شدگان هستند. همچنین عامل حادثه توسط پلیس در محل مورد اصابت گلوله قرار گرفت.
۲۳ نفر دیگر با اصابت گلوله و ضربات چاقو زخمی شدند، از جمله شهروندان اسلواکی، لوکزامبورگ، آلمان، بوسنی و هرزگوین، چین و افغانستان. هفت نفر دچار جراحات تهدید کننده زندگی شدند. در میان زخمی‌ها یک مأمور امنیتی در کنیسه و یک افسر ۲۸ ساله پلیس نیز حضور داشتند که پس از شلیک به مهاجم در وضعیت وخیمی قرار گرفتند. یک افسر زخمی و یک زن مسن توسط یک فلسطینی و دو مرد ترک-اتریشی نجات یافتند، آنها را به مکان‌های امن و آمبولانس منتقل کردند. پس از رویارویی با مهاجم، یکی از ترک-اتریشی‌ها مورد اصابت گلوله قرار گرفت و زخمی شد. این سه مرد به خاطر عملکردشان مورد ستایش قرار گرفتند.

## مهاجمان
به گفته صدراعظم اتریش، تیراندازی توسط تعدادی از مهاجمان انجام شده‌است. یکی از آنها مورد اصابت گلوله قرار گرفت و کشته شد، اما صدراعظم گفت "هنوز چندین مهاجم زنده هستند.
در ۳ نوامبر ۲۰۲۰ وزیر کشور اتریش، خبر داد که یکی از مهاجمان هوادار داعش بوده‌است.
عامل این حادثه کوجیتم فیض‌اللهی ۲۰ ساله شناخته شد. وی ساعت ۲۰:۰۹ به وقت محلی مورد اصابت گلوله قرار گرفت و کشته شد.
فیج اللهی در Mödling، شهری در جنوب وین، در سال ۲۰۰۰ متولد شد و همان‌جا بزرگ شد و در شهر Sankt Pölten، پنجاه و سه کیلومتر (۳۳ مایل) غرب وین زندگی می‌کرد. او تابعیت دوگانه اتریش و مقدونیه شمالی را داشت که والدین آلبانیایی‌تبار وی از آنجا بودند، او برای دفتر حمایت از قانون اساسی و ضد تروریسم اتریش شناخته شده بود. وی پس از تلاش برای عبور از مرزهای ترکیه به سوریه برای پیوستن به داعش، در آوریل ۲۰۱۹ به ۲۲ ماه حبس محکوم شده بود. با این حال، وی در دسامبر ۲۰۱۹، هشت ماه پس از صدور حکم، از این شرط آزاد شد. وی یکی از حدود ۹۰ اسلامگرای اتریشی بود که سعی در رسیدن به سوریه داشتند. یک مقام اتریشی گفت که محققان معتقدند که او در مسجدی عبادت می‌کرده که سرویس‌های اطلاعاتی اتریش مشکوک به اعلام افراط گرایی هستند.
ساعاتی قبل از حمله، فیج اللهی در یک پست اینستاگرامی، با استفاده از نام ابودوژانا آلبانی، به زبان عربی با داعش بیعت کرد. در این پست او یک اسلحه را از روی سینه نگه داشت.

## تحقیقات
فیلم‌های تیراندازی در اینترنت منتشر شد، از جمله یکی از مهاجمان که ابتدا با یک تفنگ به یک غیرنظامی شلیک می‌کند و سپس با یک اسلحه از نزدیک از نزدیک تیراندازی می‌کند. پلیس خواست که شاهدان فیلم و عکس در شبکه‌های اجتماعی ارسال نکنند، بلکه آنها را به مقامات ارائه دهند. در نتیجه، پلیس پس از این حمله تعداد زیادی فیلم از مردم دریافت کرد و یک تیم تحقیقاتی ۳۵ نفره ۲۰٪ آنها را برای یافتن شواهد تا روز بعد بررسی کرد.
صبح روز ۳ نوامبر، بازرسی از آپارتمان‌های مرتبط با عامل جنایت انجام شد و در خانه او یک انبار مهمات یافتند. مقامات اتریشی در ساعت ۰۱:۰۰ گفتند که حداقل یک فرد مسلح در حال فرار است، اما بعد از ظهر گفتند که هیچ نشانه ای از مهاجمان بیشتر وجود ندارد. مقامات اظهار داشتند که این حمله اقدامی تروریستی اسلامی است.
داعش یک روز بعد مسئولیت حمله را برعهده گرفت و مهاجم را «سرباز خلافت» خواند و یکی از عکسهایش را با اسلحه و چاقو منتشر کرد و ویدیویی را از بیعت مهاجم با رهبر داعش، ابوابراهیم هاشمی قرشی، منتشر کرد. با این حال مشخص نبود که آیا داعش به برنامه‌ریزی حمله کمک کرده‌است یا خیر. این گروه سابقه ادعای مسئولیت حملات گرگ‌های تنها را در کارنامه خود دارد.

## عواقب
بلافاصله پس از حمله، یک استقرار گسترده پلیس در وین انجام شد و آنان برای شکار مهاجمان آماده شدند.پلیس وین گفت که تیم‌های SWAT با استفاده از مواد منفجره وارد آپارتمان فرد مسلح شدند و جستجو در اطراف آن در تاریخ ۳ نوامبر در جریان بود. ارتش فدرال اتریش برای ایمن‌سازی ساختمان‌ها در وین مستقر شد. موانع راه در اطراف مرکز شهر ایجاد شد. بازرسی‌های پیشرفته در مرز مجاور چک برقرار شد.
بعد از چند ساعت، مردم از رستوران‌ها، بارها، اپرای دولتی وین و ساختمان بورگ تئاتر در نزدیکی تخلیه شدند. پلیس وین از عابران پیاده خواست تا از فضاهای باز و وسایل حمل و نقل عمومی در این منطقه خودداری کنند و سپس همه تراموا و مترو را در مرکز وین متوقف کرد و از مردم خواست که در محل خود پناه بگیرند.
همه کنیسه‌ها، مدارس یهودیان، موسسات جامعه یهودیان وین و رستوران‌ها و سوپرمارکت‌های کوشر روز بعد به دلیل احتیاط بعد از ابراز نگرانی از هدف قرار دادن کنیسه اصلی تعطیل شدند، اگرچه بلافاصله پس از حمله مشخص شد که هدف جمعیت عمومی بوده‌است، نه کنیسه، که در آن زمان بسته و خالی بوده‌است.